# Hagenbüchach
Hagenbüchach è un comune tedesco di 1 636 abitanti, situato nel land della Baviera.